# Plakothira
Plakothira ist eine Pflanzengattung innerhalb der Familie der Blumennesselgewächse (Loasaceae). Sie enthält drei Arten, die ausschließlich auf den polynesischen Marquesas-Inseln beheimatet sind.

## Beschreibung

### Vegetative Merkmale
Bei den Plakothira-Arten handelt es sich um Sträucher oder ausdauernde krautige Pflanzen. Sie besitzen Faserwurzeln.
Die gegenständig angeordneten Laubblätter sind in Blattstiel und Blattspreite gegliedert. Die einfache Blattspreite besitzt einen gesägten Blattrand.

### Generative Merkmale
Die endständigen Blütenstände sind entweder komplex thyrsenähnlich oder Dichasien. Unter jeder der aufrecht stehenden Blüten stehen zwei winzige Vorblätter.
Die zwittrigen Blüten sind radiärsymmetrisch und vierzählig mit doppelter Blütenhülle. Es sind vier Kelchblätter vorhanden. Die vier Kronblätter sind weiß oder grün. Die gelben Staminodien stehen den Kelchblättern gegenüber, in vier Gruppen zu sieben bis neun Stück miteinander, die vier bis sechs äußeren sind am Ansatz miteinander verwachsen und bilden ein grünes oder gelbes Schuppenblatt (nectar scale), die inneren Staminodien sind nur am Ansatz miteinander verwachsen und papillös behaart. Die fertilen Staubblätter bestehen aus 5 bis 7 Millimeter langen, weißen Staubfäden und winzigen, hellgelben Staubbeuteln. Die Fruchtknoten sind halboberständig.
Die Kapselfrüchte sind fast kugelig und gerade. Die Samen sind schmal eiförmig. 
Die Chromosomenzahl beträgt 2n = 48.

## Verbreitung
Die Gattung Plakothira kommt ausschließlich auf den polynesischen Marquesas-Inseln vor. 

## Systematik
Die Gattung Plakothira wurde 1985 durch Jacques Florence in Bulletin du Muséum National d'Histoire Naturelle, Section B, Adansonia. sér. 4, Botanique Phytochimie, Band 7, Nummer 3, Seite 239 aufgestellt. Typusart ist Plakothira frutescens Florence Die Gattung Plakothira gehört zur Tribus Klaprothieae in der Unterfamilie Loasoideae. Möglicherweise ist die Gattung Plakothira zur eng verwandten Gattung Klaprothia zu stellen.
Zur Gattung Plakothira gehören nur drei Arten:
- Plakothira frutescens Florence
- Plakothira parviflora Florence
- Plakothira perlmanii Florence

## Nachweise
- Maximilian Weigend: Loasaceae. In: Klaus Kubitzki (Hrsg.): The Families and Genera of Vascular Plants. Volume 6: Flowering Plants, Dicotyledons: Celastrales, Oxalidales, Rosales, Cornales, Ericales. Springer, Berlin / Heidelberg / New York 2004, ISBN 3-540-06512-1, S. 250 (englisch, eingeschränkte Vorschau in der Google-Buchsuche).
- Maximilian Weigend: Familial and generic classification. Online, Zugriff am 1. August 2008